# Glossosoma japonicum
Glossosoma japonicum là một loài Trichoptera trong họ Glossosomatidae. Chúng phân bố ở miền Cổ bắc.